# Wawrzyniec Łodygowski
Wawrzyniec Łodygowski, ps. „Władysław” (ur. 4 sierpnia 1885 w Korczowie Mniejszym, zm. 23 listopada 1973 w Ostrowcu Świętokrzyskim) – żołnierz Legionów Polskich i starszy majster wojskowy Wojska Polskiego, działacz niepodległościowy, kawaler Orderu Virtuti Militari.

## Życiorys
Urodził się 4 sierpnia 1885 w Kroczowie Mniejszym, w ówczesnym powiecie iłżeckim guberni radomskiej, w rodzinie Jana i Aleksandry z Pietrzyków. Był bratem Stanisława (ur. 1899), starszego sierżanta Wojska Polskiego.
Absolwent szkoły ludowej. Pracował jako piekarz w Nowym Tomyślu. Od sierpnia 1914 w Legionach Polskich. Od października 1915 żołnierz 7. kompanii 6 pułku piechoty. Został ranny 6 sierpnia 1916 w bitwie pod Polską Górą. Po kryzysie przysięgowym internowany w Szczypiornie i Łomży. Od 11 listopada 1919 w szeregach odrodzonego Wojska Polskiego w składzie 7. kompanii II batalionu 6 pułku piechoty Legionów z którym brał udział w walkach na froncie wojny polsko-bolszewickiej.
Szczególnie odznaczył się w walkach pod Dżwińskiem, gdzie „na czele sekcji ochotniczo wykonał niebezpieczne zadanie wywiadowcze”. Za tę postawę został odznaczony Orderem Virtuti Militari.
Po zakończonej wojnie pozostał nadal w 6 pułku piechoty. W 1931, w stopniu starszego majstra wojskowego, służył w Centrum Wyszkolenia Oficerów Lotnictwa w Dęblinie. Zwolniony z wojska 31 października 1936. Zamieszkał w Ostrowcu Świętokrzyskim. Podczas okupacji niemieckiej współdziałał z ZWZ i Armią Krajową.
W 1920 ożenił się z Heleną z Boreckich, z którą miał czworo dzieci

## Ordery i odznaczenia
- Krzyż Srebrny Orderu Wojskowego Virtuti Militari nr 6410 – 17 maja 1922[11][12][2][13][14]
- Krzyż Niepodległości – 22 grudnia 1931 „za pracę w dziele odzyskania niepodległości”[15][10][2]
- Krzyż Walecznych dwukrotnie[16][2]
- Brązowy Krzyż Zasługi[2]
- Brązowy Medal Waleczności[17]